# 中久信
中 久信（なか ひさのぶ、1930年9月22日- 2009年8月13日 ）は、日本の経営者。日立物流社長、会長を務めた。

## 来歴・人物
京都府京都市出身。1953年に京都大学経済学部を卒業し、同年に日立製作所に入社した。1979年8月に日立運輸東京モノレールに転じ、理事、取締役を経て、1982年6月に日立物流常務に就任し、専務、副社長を経て、1994年6月に社長に就任。2000年6月に会長に就任。
2009年8月13日、死去。78歳没。